# Gwidon Borucki
Gwidon Borucki, Guy Borucki, Guido Lorraine, właściwie Gwidon Alfred Gottlieb (ur. 2 września 1912 w Krakowie, zm. 31 grudnia 2009 w Melbourne) – polski aktor, muzyk, piosenkarz, żołnierz armii gen. Władysława Andersa.

## Życiorys
Pochodził z rodziny żydowskiej. Urodził się w Krakowie jako Gwidon Alfred Gottlieb. Ukończył warszawskie gimnazjum „Askola”. Po uzyskaniu matury w 1930 roku w Berlinie, studiował we Lwowie w Wyższej Szkole Handlowej. Tam zarabiał jako śpiewak w restauracjach oraz orkiestrach tanecznych. W 1937 zaangażowano go do Cyrulika Warszawskiego.
W czasie okupacji radzieckiej Kresów Wschodnich występował w teatrzyku rewiowym Feliksa Konarskiego (Ref-Rena). Podczas drugiej wojny światowej wraz z grupą teatralną objeżdżał pola walki dostarczając rozrywki i podnosząc na duchu zmęczonych walką żołnierzy. W maju 1944, wkrótce po wygranej przez 2 Korpus Polski pod dowództwem generała Władysława Andersa bitwy o Monte Cassino, Gwidon Borucki po raz pierwszy w historii zaśpiewał patriotyczną pieśń Czerwone maki na Monte Cassino.
Po wojnie zamieszkał w Londynie. Przyjął wtedy pseudonim Guy Borucki i często występował w brytyjskim radiu i telewizji. W 1959 przyjechał do Australii z operetką/musicalem „Grab me a Gondola” w roli głównej, i przeniósł się na stałe do Melbourne. Gwidon Borucki pod pseudonimem Guido Lorraine zagrał w 28 filmach, a także licznych sztukach teatralnych i programach TV. W czasie pobytu w Australii prowadził własny program telewizyjny, organizował rewie, kabarety, występy dla Polonii australijskiej. Stworzył także agencję artystyczną i australijską filię ZASP-u.
Pierwszą żoną Boruckiego była artystka Irena Anders (pseudonim sceniczny: Renata Bogdańska), późniejsza druga żona generała Władysława Andersa. Drugą jego żoną była Ewa.
Zmarł w wieku 97 lat wskutek urazu czaszki po uderzeniu w betonowe schody w swoim ogrodzie.

## Filmografia (wybór)
- 1949: The Passionate Friends (One Woman's Story) – jako menadżer hotelu

- 1950: State Secret (The Great Manhunt) – jako porucznik Prachi

- 1951: Encore – jako rosyjski książę w części „Gigolo and Gigolette”

- 1951: Hotel Sahara – jako kapitan Giuseppi

- 1952: Mr. Potts Goes to Moscow (Top Secret) – rola niewymieniona w czołówce

- 1953: The Red Beret (Paratrooper) – jako niemiecki oficer

- 1953: Das Pestalozzidorf (The Village) (Sie fanden eine Heimat) – jako pan Karginski

- 1953: Single-Handed (Sailor of the King) – jako niemiecki oficer

- 1954: Father Brown (The Detective) – jako stały klient kawiarni

- 1955: Above Us the Waves – jako oficer tłumacz

- 1955: Gentlemen Marry Brunettes – jako Monsieur Marcel

- 1955: The Colditz Story – jako polski oficer

- 1955: Break in the Circle – jako Franz

- 1955: Value for Money – jako starszy kelner

- 1955: They Can't Hang Me – jako Piotr Revsky

- 1956: Alias John Preston – rola niewymieniona w czołówce

- 1956: Loser Takes All – jako kelner

- 1956: Port Afrique – jako Abdul

- 1956: Blue Murder at St. Trinian's – jako książę Bruno

- 1957: That Woman Opposite (City After Midnight) – jako prefekt Aristide Goron

- 1957: The Break in the Circle –  jako Franz

- 1959: Great Van Robbery –  jako Leprave (niektóre źródła podają rok prod. 1957)

## Seriale i programy TV
1954:
- Douglas Fairbanks Jr., Presents, (1 odcinek) jako Valda

1955:
- The Vise (2 odcinki) jako D'Argence
- Death Takes No Holiday jako Gino
- The Bargain jako D'Argence

1956:
- Assignment Foreign Legion (1 odcinek) jako porucznik Bourdon
- The Search jako porucznik Bourdon

1957:
- The Jack Benny Program (The Jack Benny Show) (1 odcinek)
- Jack in Paris
- The Missing Daughter Story
- The New Adventures of Martin Kane (1 odcinek)
- Out of the Blue jako inspector Policji Veroni

## Spektakle teatralne (wybór)
- 1938 – Romans z Urzędem Skarbowym, Cyrulik Warszawski
- 1938 – Sprzedajemy Warszawę, Cyrulik Warszawski
- 1955 – Gałązka rozmarynu, Teatr Polski ZASP Londyn
- 1955 – Porwanie Sabinek, Teatr Aktora Londyn
- 1955 – Wodewil warszawski, Teatr Polski ZASP Londyn

## Odznaczenia
- Krzyż Kawalerski Orderu Zasługi Rzeczypospolitej Polskiej (28 sierpnia 2000, za wybitne zasługi w propagowaniu polskiej kultury)[3]
- Srebrny Medal Zasłużony Kulturze „Gloria Artis” (13 września 2007)[4]